# اواس ده ماوریکس
اواس ده موریکس (به انگلیسی: OS X Mavericks) (ورژن ۱۰٫۹) ازسیستم‌عامل خانگی و سرور ساخته شرکت اپل برای کامپیوترهای مک است. موریکس در جریان کنفرانس جهانی توسعه‌دهندگان اپل در ۱۰ ژوئن ۲۰۱۳ معرفی‌شد.
در به‌روزرسانی جدید، به جای نام‌گذاری گربه سانان، از نام یک مکان استفاده شده‌است که موریکس نام دارد. موریکس نام یک محل موج‌سواری در کالیفرنیای شمالی است.

## امکانات جدید
این نسخه بر امکاناتی چون بهبود عمر باتری، بهبود فایندر، بهبودهایی برای کاربران حرفه‌ای، یکپارچه سازی بیشتر با آی‌کلود و اضافه کردن امکانات بیشتری از آی‌اواس به اواس ده تمرکز دارد.

## عرضه
| اواس ده شماره عرضه | شماره Build | تاریخ         | توضیح               |
| ------------------ | ----------- | ------------- | ------------------- |
| ۱۰٫۹٫۰             | 13A476u     | ژوئن ۱۰, ۲۰۱۳ | Developer Preview 1 |
| ۱۰٫۹٫۰             | 13A497d     | ژوئن ۲۴, ۲۰۱۳ | Developer Preview 2 |